# كين هانسن
كين هانسن (بالإنجليزية: Ken Hansen)‏ هو سياسي أمريكي، ولد في 15 أكتوبر 1951 في هافري في الولايات المتحدة. حزبياً، نشط في الحزب الديمقراطي. وقد انتخب عضو مجلس ولاية مونتانا.